# Макнаб, Иэн
Иэн Макнаб (англ. Iain Macnab, полное имя Iain Macnab of Barachastlain; 1890—1967) — шотландский художник и гравёр по дереву.

## Биография
Родился 21 октября 1890 года в городе Илоило на Филиппинах в шотландской семье Джона Макнаба (принадлежащей древнему роду Макнабов), сотрудника банка The Hongkong and Shanghai Banking Corporation. Семья переехала в Шотландию, когда он Иэн был ещё молод.
Стал участником Первой мировой войны, служил в британском пехотном полку Argyll and Sutherland Highlanders. Был тяжело ранен, получил инвалидность и провел два года в постели, оправляясь от ран. Во время Второй мировой войны, несмотря на свой возраст, снова воевал офицером-пилотом в добровольческом резерве Royal Air Force Volunteer Reserve. Также был ранен в 1942 и 1945 годах.
Художественное образование получил после окончания Первой мировой войны в эдинбургской школе Merchiston Castle School, затем обучался в Школе искусств Глазго и в художественной школе Heatherley School of Fine Art в Лондоне (в 1919—1925 годах он был директором этой школы).
В 1925 году Иэн Макнаб стал директором-основателем школы современного искусства Grosvenor School of Modern Art, которая находилась в его собственном доме в городе Пимлико (школа была закрыта в 1940 году).
Состоял членом организаций: Royal Institute of Oil Painters (президент с 1967 года), Imperial Arts League, National Society of Painters, Sculptors and Engravers и Royal Society of Painter-Etchers and Engravers.
Умер в Лондоне 24 декабря 1967 года. Был женат на танцовщице Helen Wingrave, которая обучалась танцу в его школе в Пимлико.
Работы Иэна Макнаба находятся во многих музеях мира, включая Британский музей, Художественную галерею и музей Келвингроув, Музей Виктории и Альберта, Музей Эшмола, Музей Фицуильяма, а также в государственных учреждениях: Британский совет, Government of Canada, Government of New Zealand.